# 加希布尔
加希布尔是印度北阿坎德邦乌塔姆辛格讷格尔县的一个城镇。总人口92978（2001年）。

## 人口
该地2001年总人口92978人，其中男性48933人，女性44045人；0—6岁人口13027人，其中男6858人，女6169人；识字率67.89%，其中男性为73.12%，女性为62.08%。